# Matamala de Almazán
Matamala de Almazán é um município da Espanha na província de Sória, comunidade autónoma de Castela e Leão, de área 62,99 km² com população de 372 habitantes (2006) e densidade populacional de 6,01 hab/km².

## Demografia
| Variação demográfica do município entre 1991 e 2004 | Variação demográfica do município entre 1991 e 2004 | Variação demográfica do município entre 1991 e 2004 | Variação demográfica do município entre 1991 e 2004 |
| --------------------------------------------------- | --------------------------------------------------- | --------------------------------------------------- | --------------------------------------------------- |
| 1991                                                | 1996                                                | 2001                                                | 2004                                                |
| 493                                                 | 434                                                 | 392                                                 | 378                                                 |